# Il conforto
Il conforto è un singolo del cantautore italiano Tiziano Ferro, pubblicato il 13 gennaio 2017 come secondo estratto dal sesto album in studio Il mestiere della vita.

## Descrizione
Già annunciato come singolo il 2 dicembre 2016, il brano è stato composto dallo stesso Ferro insieme a Emanuele Dabbono e ha visto la partecipazione vocale della cantautrice italiana Carmen Consoli. Ferro aveva già collaborato con la Consoli, scrivendo per lei la musica del singolo Guarda l'alba, pubblicato nell'album Per niente stanca del 2010.
La canzone è stata adattata in lingua spagnola da Diego Galindo Martínez con il titolo El consuelo (senza la presenza di Carmen Consoli) e pubblicata in El oficio de la vida. Una versione urban del brano in lingua italiana è stata invece inserita nell'edizione speciale dell'album, pubblicata il 10 novembre 2017.

## Pubblicazione
Il singolo è stato inizialmente distribuito nelle stazioni radiofoniche italiane a partire dal 13 gennaio 2017; in occasione dell'annuale Record Store Day è stato commercializzato anche nel formato 7" in edizione limitata dal 14 aprile 2017.
Nel 2018 Giorgia pubblica una cover de Il conforto in duetto con Tiziano Ferro all'interno del suo album Pop Heart.

## Video musicale
Il videoclip, diretto da Gaetano Morbioli, mostra i due artisti abbracciarsi mentre cantano il brano. È stato trasmesso in anteprima da Rai 1 nella serata del 12 gennaio 2017 e pubblicato il giorno seguente attraverso il canale YouTube di Ferro.
Il 21 marzo 2017 è stata pubblicata una seconda versione del videoclip, denominata LA-CT Version (abbreviazione di Los Angeles-Catania).
Il video ha in seguito ricevuto una candidatura ai Rockol Awards 2017 nella categoria Miglior videoclip italiano.

## Tracce
Download digitale
1. Il conforto (ft. Carmen Consoli) – 3:50 (testo: Tiziano Ferro, Emanuele Dabbono – musica: Emanuele Dabbono)

7"
- Lato A

1. Il conforto (ft. Carmen Consoli) – 3:56 (testo: Tiziano Ferro, Emanuele Dabbono – musica: Emanuele Dabbono)

- Lato B

1. El consuelo – 3:56 (testo: Tiziano Ferro, Emanuele Dabbono, Diego Galindo Martínez – musica: Emanuele Dabbono)

## Classifiche

### Classifiche settimanali
| Classifica (2017) | Posizione massima |
| ----------------- | ----------------- |
| Italia            | 4                 |

### Classifiche di fine anno
| Classifica (2017) | Posizione |
| ----------------- | --------- |
| Italia            | 45        |